# Haillicourt

Haillicourt este o comună în departamentul Pas-de-Calais, Franța. În 1 ianuarie 2022 avea o populație de 4.974 de locuitori.